# Монторо (Італія)
Монторо (італ. Montoro) — муніципалітет в Італії, у регіоні Кампанія,  провінція Авелліно. Муніципалітет утворено 3 грудня 2013 року шляхом об'єднання муніципалітетів Монторо-Інферіоре, Монторо-Суперіоре.
Монторо розташоване на відстані близько 230 км на південний схід від Рима, 45 км на схід від Неаполя, 12 км на південь від Авелліно.
Населення — 19 668 осіб (2015).
Щорічний фестиваль відбувається 10 вересня. Покровитель — святий Миколай da Tolentino.

## Демографія
Населення за роками:

Станом на 1 січня 2023 року в муніципалітеті офіційно проживали 784 іноземці з 38 країн, серед них 389 громадян країн Євросоюзу та 96 громадян України.

## Сусідні муніципалітети
- Брачильяно
- Кальваніко
- Контрада
- Меркато-Сан-Северино
- Солофра
- Фішіано
- Форино